# Into the Eagle's Nest
Into the Eagle's Nest è un videogioco appartenente al filone di Gauntlet, ma ambientato nella Seconda guerra mondiale, pubblicato nel 1987 per i computer Amiga, Amstrad CPC, Apple II, Atari ST, Commodore 64, DOS e ZX Spectrum, e nel 1988 per Atari XL/XE, dalla Pandora, un marchio della Interceptor Software.
Le riedizioni economiche della Players e della Smash 16 (altre etichette della Interceptor) vennero intitolate soltanto Eagle's Nest.
Una conversione non ufficiale e non commerciale uscì anche per Commodore 16.
Pur riconoscendolo come una poco originale variante di Gauntlet, gran parte della critica apprezzò la giocabilità e la buona realizzazione del gioco.

## Trama
Eagle's Nest ("nido dell'aquila") è un'enorme fortezza appartenente alla Germania nazista. Tre commando Alleati sono stati catturati dai tedeschi e rinchiusi nella fortezza, ma non prima di essere riusciti a piazzare delle cariche di esplosivo in punti segreti. Il protagonista è un quarto commando solitario con il compito di infiltrarsi nella fortezza, liberare i tre compagni prigionieri e infine attivare gli esplosivi per distruggere il Nido dell'Aquila.

## Modalità di gioco
L'azione si svolge all'interno della fortezza, con visuale dall'alto e scorrimento multidirezionale, su più piani (generalmente quattro, su Spectrum otto) collegati da un ascensore. Le stanze hanno pareti di mattoni e comprendono depositi, saloni, mense, bagni e così via. La fortezza pullula di soldati nemici che, proprio come i mostri di Gauntlet, cercano di andare addosso al protagonista e lo danneggiano toccandolo.
Il personaggio del giocatore può muoversi e sparare in orizzontale e verticale, ma ha munizioni limitate; queste si possono ricaricare raccogliendole nei depositi nemici, ma senza superare un tetto massimo di 99 colpi.
La salute del personaggio è rappresentata dai punti ferita, che si possono sanare raccogliendo cibo o cassette del pronto soccorso, ma si ha una sola vita.
Ci sono porte di due tipi, più leggere che si aprono sparandogli e rinforzate che richiedono una chiave; come in Gauntlet, le chiavi si raccolgono in giro e qualunque chiave apre qualunque porta, ma si consuma con l'uso.
Infine si possono raccogliere vari tipi di oggetti d'arte, che hanno solo un valore in punteggio. Alcune casse, apribili sparando, possono contenere un oggetto d'arte oppure della dinamite, che se colpita accidentalmente uccide all'istante.
Si possono selezionare quattro missioni di difficoltà crescente, le prime tre corrispondono al salvataggio dei tre prigionieri. Il compagno liberato segue meccanicamente e poco agilmente il giocatore, che deve guidarlo con sé all'uscita. Nella missione più difficile bisogna distruggere la fortezza attivando una serie di detonatori, uno per piano, e infine fuggire.